# Lingelsheimia manongarivensis
Lingelsheimia manongarivensis är en emblikaväxtart som först beskrevs av Jacques Désiré Leandri, och fick sitt nu gällande namn av Grady Linder Webster. Lingelsheimia manongarivensis ingår i släktet Lingelsheimia och familjen emblikaväxter. Inga underarter finns listade i Catalogue of Life.